# Agaoninae

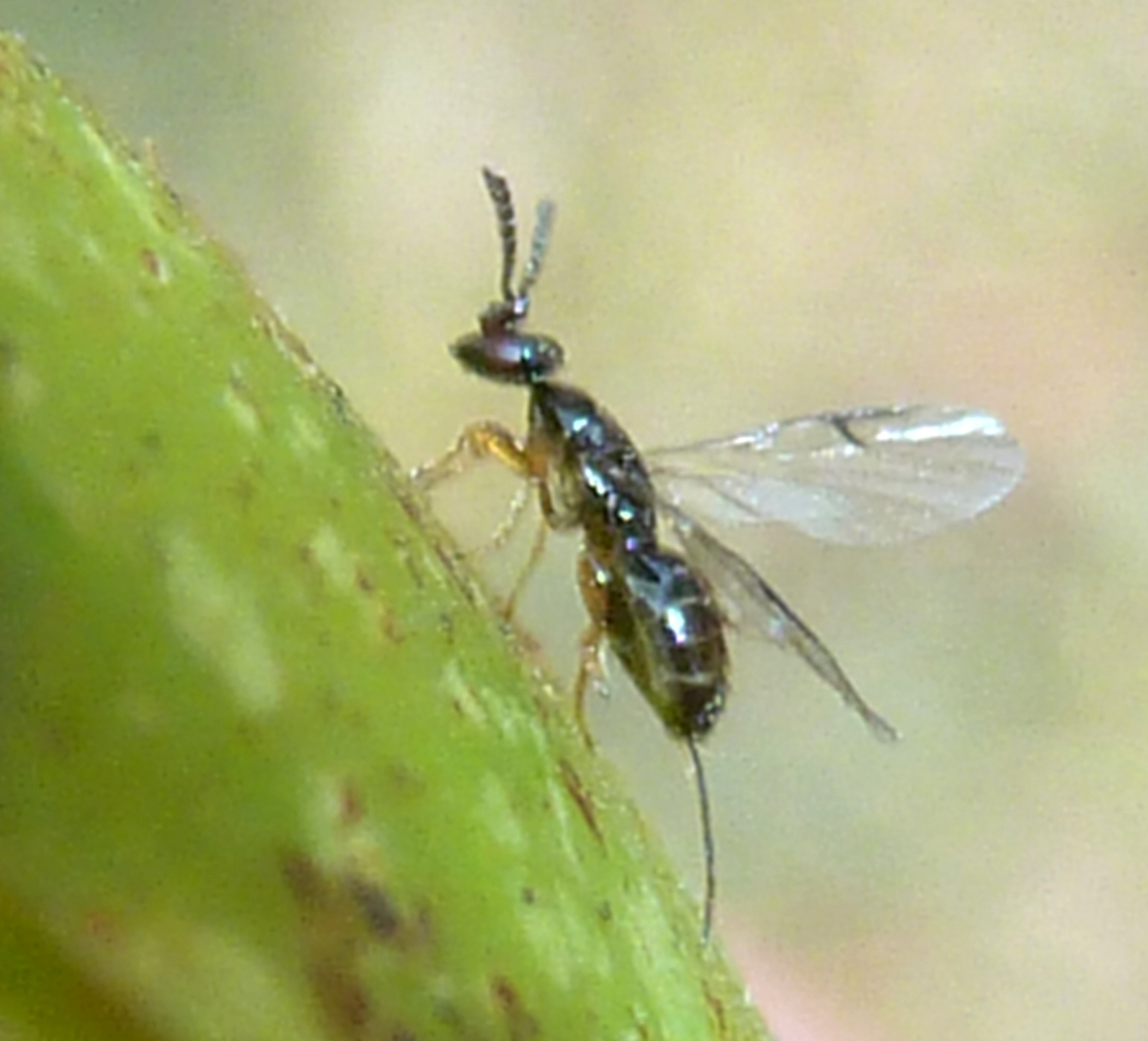
Ceratosolen capensis.

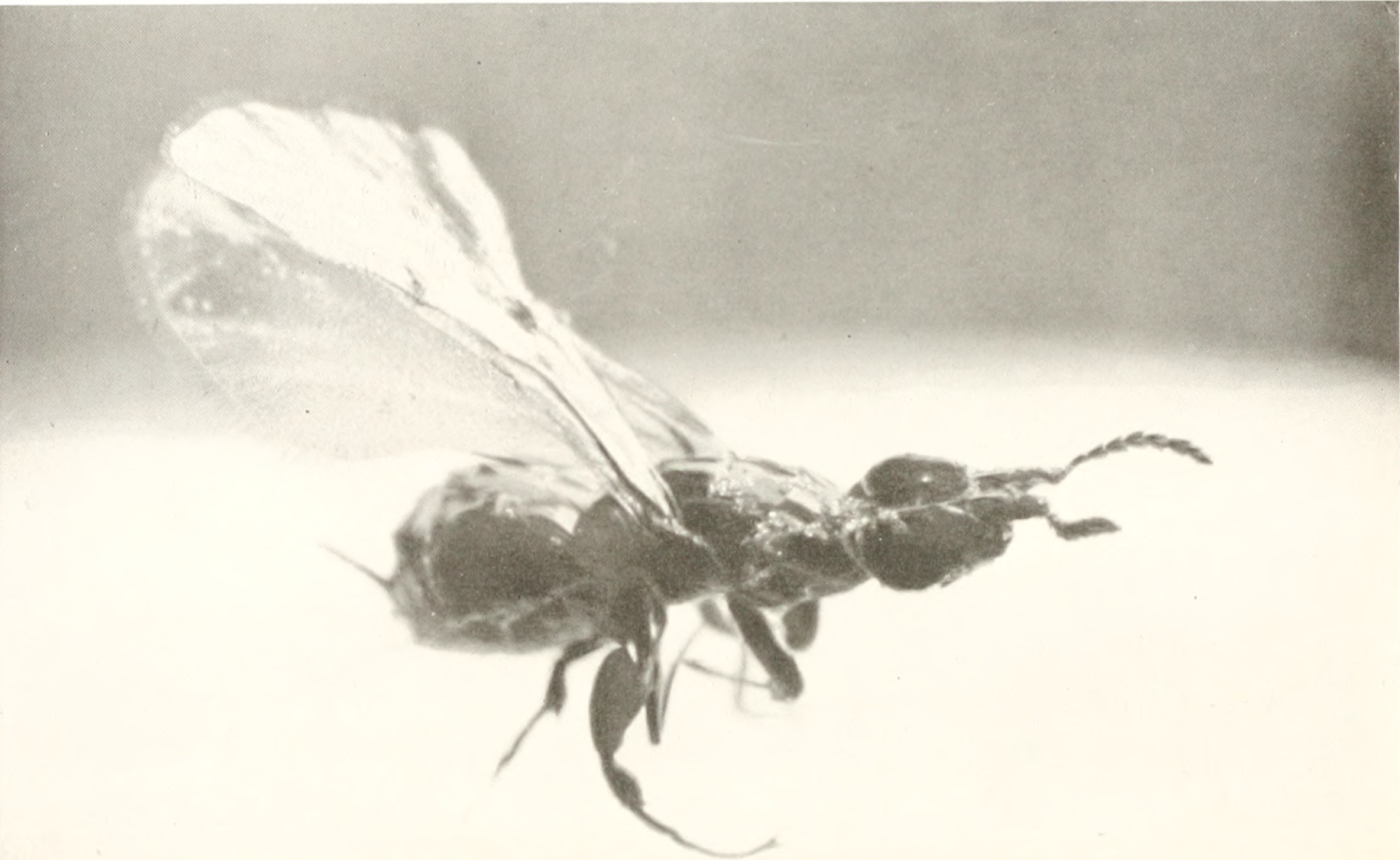
Blastophaga psenes.

Agaoninae es una subfamilia de himenópteros apócritos de la familia Agaonidae, las avispas de los higos. 

## Géneros
- - Agaon Dalman 1818  (11 espèces)
  - Alfonsiella Waterston 1920 (7 espèces)
  - Allotriozoon Grandi 1916 (3 espèces)
  - Blastophaga Gravenhorst 1829 (27 espèces)
  - Ceratosolen Mayr 1885 (68 espèces)
  - Courtella Kieffer 1912 (13 espèces)
  - Deilagaon Wiebes 1977 (4 espèces)
  - Dolichoris Hill 1967 (10 espèces)
  - Elisabethiella Grandi 1928 (14 espèces)
  - Eupristina Saunders 1882 (18 espèces)
  - Kradibia Saunders 1883  (25 espèces)
  - Liporrhopalum Waterston 1920 (18 espèces)
  - Nigeriella Wiebes 1974 (4 espèces)
  - Paragaon Joseph 1959 (2 espèces)
  - Pegoscapus Cameron 1906 (46 espèces)
  - Platyscapa Motschulsky 1863 (19 espèces)
  - Pleistodontes Saunders 1882 (22 espèces)
  - Sycobiomorphella Abdurahiman & Joseph 1967 (1 espèce)
  - Sycophilodes Joseph 1961 (1 espèce)
  - Sycophilomorpha Joseph & Abdurahiman 1969 (1 espèce)
  - Tetrapus Mayr 1885 (5 espèces)
  - Waterstoniella Grandi 1921 (20 espèces)
  - Wiebesia Boucek 1988 (18 espèces)